# Saint-Symphorien-le-Château

Saint-Symphorien-le-Château este o comună în departamentul Eure-et-Loir, Franța. În 1 ianuarie 2009 avea o populație de 830 de locuitori.